# 261

## Události
- léto – porážka uzurpátora Macriana v Illyriku. V Thrákii je zabit i se svým otcem v bitvě proti císařovu generálovi Aureolovi.
- podzim – Quietus zavražděn v Emese Odenatem z Palmýru
- podzim – odstranění egyptského prefekta Aemiliana
- podzim – císař Gallienus ustanovuje Septimia Odaenatha correctorem totius Orientis – vznik palmýrské sféry vlivu na Východě impéria
- Císař Gallienus obnovuje platnost náboženského ediktu z roku 257 a odstartoval další vlnu pronásledování křesťanů

#### Probíhající události
- 249–262: Cypriánův mor

## Úmrtí
- Macrianus – římský uzurpátor
- Quietus – římský uzurpátor
- Mussius Aemilianus – římský uzurpátor
- Valent Thessalonicus – římský uzurpátor v Řecku

## Hlavy států
- Papež – Dionýsius (259–268)
- Římská říše – Gallienus (253–268)
- Perská říše – Šápúr I. (240/241–271/272)
- Kušánská říše – Vášiška (247–267)
- Arménie – Artavazd VI. (252–283)
- Kavkazská Iberie – Mirdat II. Iberský (249–265) + Amazasp III. (260–265)

Indie:
- Guptovská říše – Maharádža Šrí Gupta (240–280)
- Západní kšatrapové – Rudrasen II (256–278)

Čína:
- - Wei wang (království Wei)
  - Liu houzhu (království Shu)
  - Jing di (království Wu)